# Jean Carlo De Oliveira
Jean Carlo De Oliveira (23 de abril de 1979), músico venezolano.
Jean Carlo De Oliveira es el vocalista y uno de los fundadores de la banda venezolana Candy 66. Es el principal escritor de las letras de la banda, y compone parte importante de la música. Es ingeniero de sonido (miembro de la AES), y realizó la producción musical y la premasterización (pro tools) del lanzamiento independiente P.O.P de Candy 66. Es prominente con la guitarra, el bajo y la batería. Fue baterista de la banda n.u.m.b. en sus comienzos.
- Datos: Q5928658